# Fitness (sport)

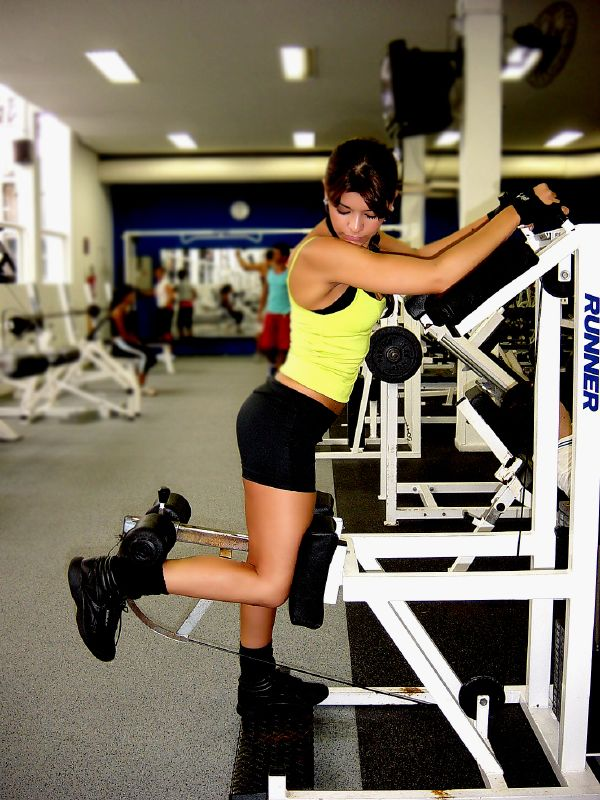
Una donna si allena con i pesi in un centro benessere.

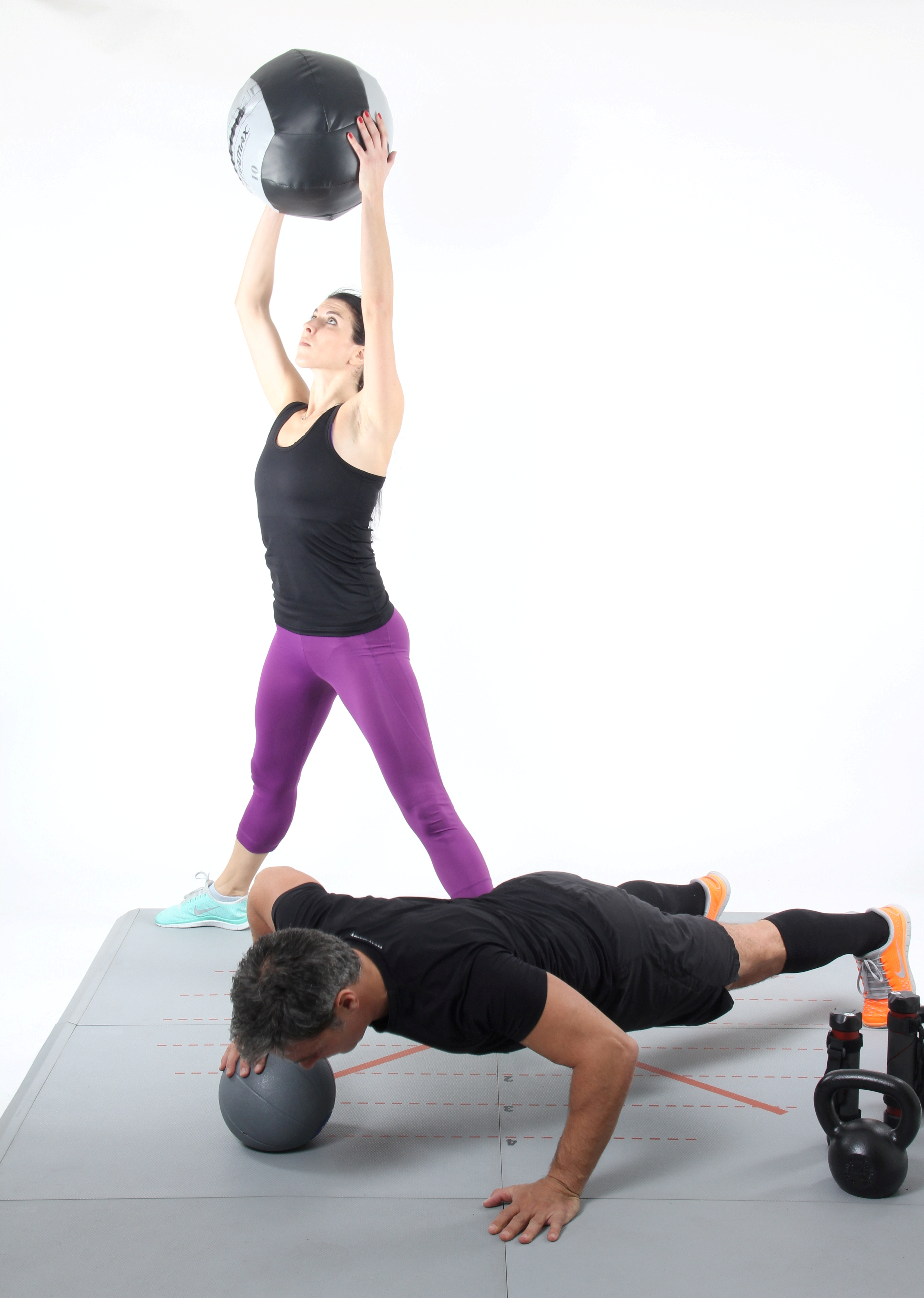
Allenamento funzionale con esercizi di spinta: piegamenti a terra e spinte sopra la testa

Il termine fitness deriva dall'inglese to be fit («essere adatto ») e viene tradotto in lingua italiana con il termine "idoneità", nel senso di preparazione fisica e stato di forma fisica.
Prima della rivoluzione industriale, il fitness era definito come la capacità di svolgere le attività della giornata senza eccessivo affaticamento o letargia. Tuttavia, con l'automazione e i cambiamenti negli stili di vita, la forma fisica è ora considerata una misura della capacità del corpo di funzionare in modo efficiente ed efficace nelle attività lavorative e ricreative, di essere in buona salute, di resistere alle malattie ipocinetiche e di far fronte a situazioni di emergenza.
Un programma di fitness completo su misura per un individuo, in genere, si concentra su una o più abilità specifiche, e sull'età o sui bisogni legati alla salute come il benessere delle ossa. Molte fonti citano anche la salute mentale, sociale ed emotiva, come una parte importante della forma fisica generale. Questo è spesso presentato nei libri di testo come un triangolo composto da tre punti, che rappresentano gli stati di forma fisica, emotiva e mentale. L'idoneità fisica può anche prevenire o curare molte condizioni di salute croniche causate da uno stile di vita malsano o dall'invecchiamento.

## Storia
La forma fisica è definita come la qualità o lo stato di essere in forma e in salute. Intorno al 1950, forse coerentemente con la rivoluzione industriale e il trattato della seconda guerra mondiale, il termine "fitness" aumentò di importanza, nel mondo occidentale, di circa dieci volte. 
La moderna definizione di fitness descrive la capacità di una persona o di una macchina di svolgere una funzione specifica o, in una definizione olistica, l'adattabilità umana a far fronte a varie situazioni. Ciò ha portato a un'interrelazione tra idoneità umana e attrattiva fisica che ha mobilitato le industrie globali di fitness e attrezzature per il fitness.

## Caratteristiche
Il fitness può essere inteso come:
- Fitness specifico, cioè la capacità di svolgere un particolare compito motorio, indipendentemente dallo stato di forma fisica del soggetto;
- Fitness generale, quando viene identificato con lo stato generale di salute, forma fisica e benessere dell'organismo.[1]

L'attività di fitness può essere praticata nelle palestre  o all'aria aperta. Qualsiasi attività motoria, adattata alle caratteristiche della persona, può essere un mezzo per fare del fitness.
Nella maggior parte dei casi la persona che pratica del fitness ha obiettivi salutistici/estetici e non di performance. La propria condizione fisica può però essere verificata anche con prove obiettive standardizzate in relazione alla propria età ed al proprio genere.
Per quanto riguarda la funzione specifica, la forma fisica è attribuita a persone che possiedono una significativa capacità aerobica o una capacità anaerobica (cioè, resistenza o forza). Un programma di attività molteplici migliora una persona rispetto a praticarne una sola, ad esempio perseguire la resistenza cardio/respiratoria o solo l'allenamento con i pesi.

## Esercizi

### Esercizio aerobico

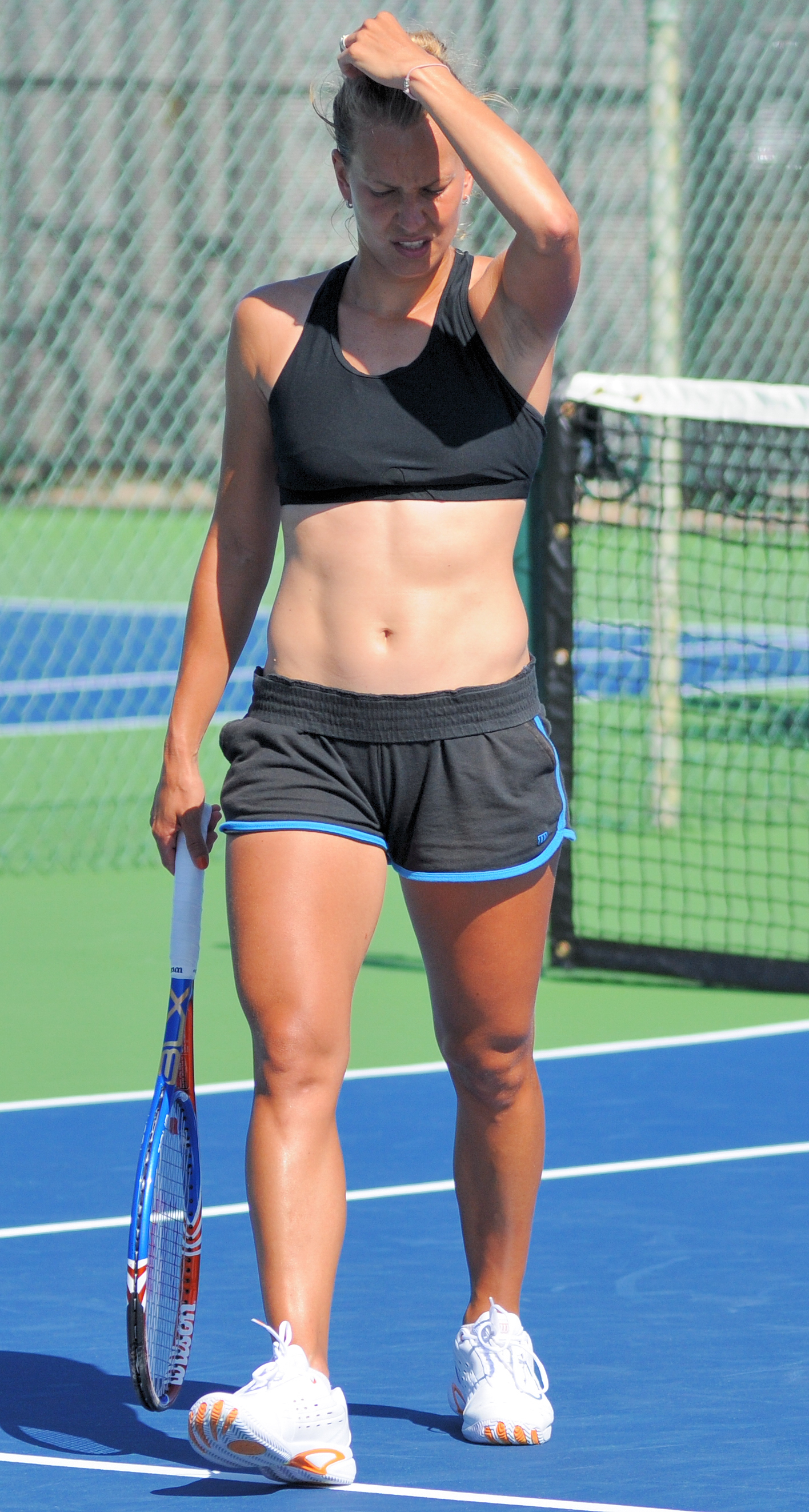
Praticare sport come il tennis sull'erba è un modo comune per mantenere/migliorare la forma fisica. L'immagine mostra la tennista Barbora Strycova.

La cardiorespiratoria può essere misurata con VO2 max, una misura della quantità di ossigeno che il corpo può assorbimento e utilizzare. L'esercizio aerobico, che migliora la forma cardiorespiratoria e aumenta la resistenza, comporta un movimento che aumenta la frequenza cardiaca per migliorare il consumo di ossigeno del corpo. Questa forma di esercizio è una parte importante di tutti i reggimenti di allenamento che vanno dagli atleti professionisti alla persona comune.
Esempi importanti di esercizi aerobici includono:
- Jogging: corsa a un ritmo costante e dolce. Questa forma di esercizio è ottima per mantenere il peso e costruire una base cardiovascolare per eseguire in seguito esercizi più intensi.
- Allenamento sul cross-trainer: questa è una macchina per esercizi stazionaria utilizzata per eseguire camminate o correre senza causare uno stress eccessivo sulle articolazioni. Questa forma di esercizio è perfetta per le persone con fianchi, ginocchia e caviglie doloranti.
- Corsa: muoversi ad un ritmo abbastanza regolare per una breve, media o lunga distanza.
- Allenamento sul tapis roulant: molti tapis roulant hanno programmi impostati che offrono numerosi piani di allenamento diversi. Un'attività cardiovascolare efficace sarebbe quella di passare dalla corsa alla camminata. In genere, riscaldati prima camminando e poi spegniti tra una camminata di tre minuti e una corsa di tre minuti.
- Nuoto: usare le braccia e le gambe per mantenersi a galla nell'acqua e muoversi in avanti o indietro. Questo è un buon esercizio per tutto il corpo per coloro che stanno cercando di rafforzare il proprio core migliorando allo stesso tempo la resistenza cardiovascolare.
- Ciclismo: andare in bicicletta in genere comporta distanze più lunghe rispetto a camminare o fare jogging. Questo è un altro esercizio a basso impatto sulle articolazioni ed è ottimo per migliorare la forza delle gambe.

Queste forme di esercizio sono anche alla base del Fitness metabolico, il quale pone come obbiettivo non tanto la qualità fisica, ma le capacità metaboliche che permettono un miglioramento della salute permettendo di superare condizioni patologiche.

### Esercizio anaerobico
L'esercizio anaerobico prevede movimenti ad alta intensità eseguiti in un breve periodo di tempo. È un esercizio veloce e ad alta intensità che non richiede al corpo di utilizzare l'ossigeno per produrre energia. Aiuta a promuovere forza, resistenza, velocità e potenza; ed è utilizzato dai bodybuilder per aumentare l'intensità dell'allenamento. Si pensa che gli esercizi anaerobici aumentino il tasso metabolico, consentendo così di bruciare calorie aggiuntive mentre il corpo si riprende dall'esercizio a causa di un aumento della temperatura corporea e dell'eccesso di consumo di ossigeno post-esercizio (EPOC) dopo la fine dell'esercizio.
Esempi importanti di esercizi anaerobici includono:
- Allenamento con i pesi: un tipo comune di allenamento della forza per sviluppare la forza e le dimensioni dei muscoli scheletrici.
- Ginnastica isometrica: aiuta a mantenere la forza. Un'azione muscolare in cui non si verifica alcun movimento visibile e la resistenza corrisponde alla tensione muscolare.
- Sprint: correre su brevi distanze il più velocemente possibile.
- Interval training: alternare brevi raffiche (della durata di circa 30 secondi) di attività intensa con intervalli più lunghi (da tre a quattro minuti) di attività meno intensa.

#### Allenamento a intervalli ad alta intensità

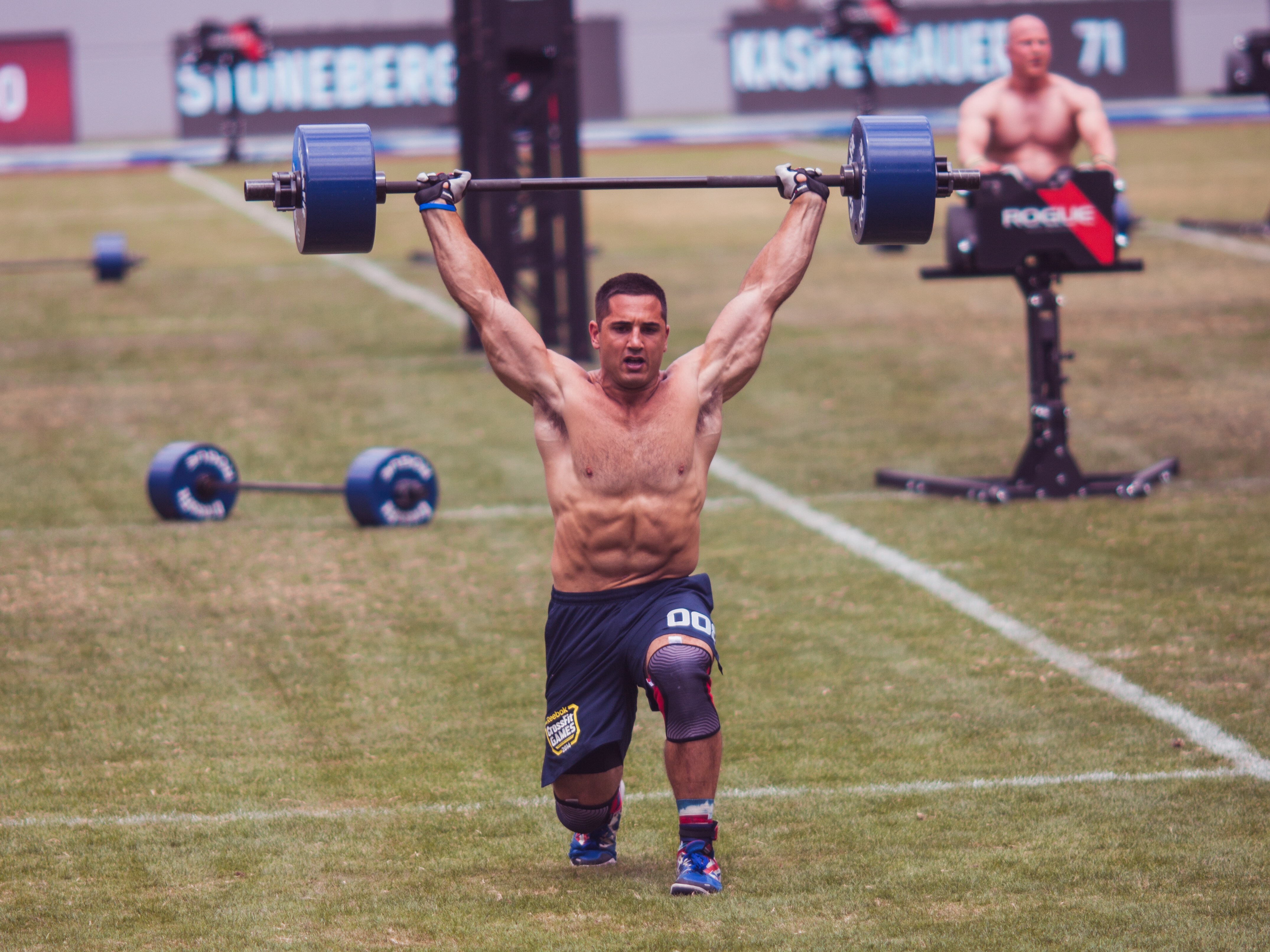
Un uomo partecipa a un evento ad alta intensità durante una competizione di fitness.

L'allenamento ad intervalli ad alta intensità (HIIT) consiste in ripetute, brevi raffiche di esercizi, completate ad un alto livello di intensità. Queste serie di attività intensa sono seguite da un tempo predeterminato di riposo o attività a bassa intensità. Gli studi hanno dimostrato che l'esercizio a un'intensità più elevata ha maggiori benefici cardiaci per gli esseri umani, rispetto a quando si esercita a un livello basso o moderato. Quando il proprio allenamento consiste in una sessione HIIT, il corpo deve lavorare di più per sostituire l'ossigeno perso. La ricerca sui benefici dell'HIIT ha dimostrato che può essere molto efficace per ridurre il grasso, specialmente intorno alla regione addominale. Inoltre, rispetto all'esercizio moderato continuo, l'HIIT dimostra di bruciare più calorie e aumentare la quantità di grassi bruciati dopo la sessione HIIT. La mancanza di tempo è uno dei principali motivi addotti per non fare gli esercizi; HIIT è un'ottima alternativa per quelle persone perché la durata di una sessione può essere di soli 10 minuti, rendendola molto più veloce degli allenamenti convenzionali.

## Effetti
La ricerca ha dimostrato che molti dei benefici dell'esercizio sono mediati dal ruolo del muscolo scheletrico come organo endocrino. Cioè, i muscoli in contrazione rilasciano maggiormente delle sostanze note come miochine, che promuovono la crescita di nuovi tessuti, la riparazione degli stessi e varie funzioni antinfiammatorie. L'allenamento può anche aiutare alcune persone a dormire meglio aumentando la qualità del sonno e, in alcune persone, alleviare alcuni disturbi.

### Controllo del peso
Raggiungere la resilienza attraverso la forma fisica promuove una vasta e complessa gamma di benefici relativi alla salute. Gli individui che mantengono livelli di forma fisica generalmente regolano la distribuzione del grasso corporeo e prevengono l'obesità. Il grasso addominale, in particolare il grasso viscerale, è più direttamente influenzato dall'esercizio aerobico. È noto che l'allenamento della forza aumenta la quantità di muscoli nel corpo, tuttavia può anche ridurre il grasso corporeo. Gli ormoni steroidei sessuali, l'insulina e le risposte immunitarie appropriate sono fattori che mediano il metabolismo in relazione al grasso addominale. Pertanto, la forma fisica fornisce il controllo del peso attraverso la regolazione di queste funzioni corporee.

### Controllo della pressione sanguigna

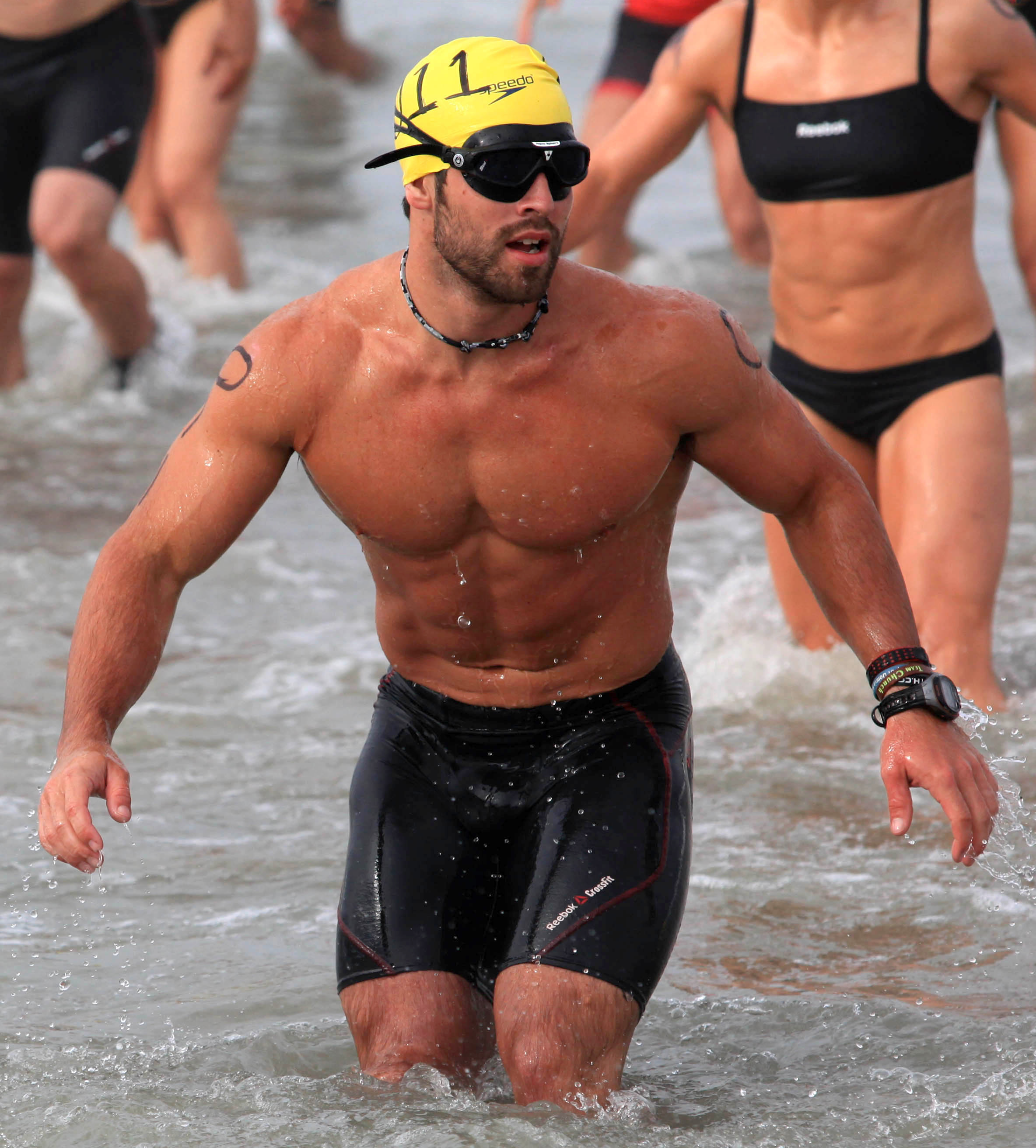
La forma fisica si ottiene attraverso l'esercizio, tra gli altri fattori. La foto mostra Rich Froning Jr., quattro volte vincitore del titolo "Fittest Man on Earth".

L'idoneità fisica ha dimostrato di supportare la pressione sanguigna del corpo. Rimanere attivi e fare esercizio regolarmente rafforza il cuore. Il cuore è l'organo principale responsabile della pressione sanguigna sistolica e diastolica. Impegnarsi in un'attività fisica aumenta la pressione sanguigna. Una volta che il soggetto interrompe l'attività, la pressione sanguigna torna alla normalità. Maggiore è l'attività fisica, più facile diventa questo processo, con conseguente profilo cardiovascolare più in forma. Attraverso una regolare forma fisica, diventa più facile creare un aumento della pressione sanguigna. Questo riduce la forza sulle arterie e abbassa la pressione sanguigna complessiva.

### Prevenzione dal cancro
I centri per il controllo e la prevenzione delle malattie forniscono linee guida sullo stile di vita per mantenere una dieta equilibrata e praticare attività fisica per ridurre il rischio di malattia. Il WCRF/American Institute for Cancer Research (AICR) ha pubblicato un elenco di raccomandazioni che riflettono le prove che hanno trovato attraverso la coerenza dei fattori di fitness e dietetici che si riferiscono direttamente alla prevenzione del cancro.
Le raccomandazioni WCRF/AICR includono quanto segue:
- Sii il più magro possibile senza diventare sottopeso.
- Ogni settimana, gli adulti dovrebbero impegnarsi in almeno 150 minuti di attività fisica di intensità moderata o 75 minuti di attività fisica di intensità vigorosa.
- I bambini dovrebbero impegnarsi in almeno un'ora di attività fisica moderata o vigorosa ogni settimana.
- Essere fisicamente attivi per almeno 30 minuti ogni giorno.
- Evita lo zucchero e limita il consumo di cibi ricchi di energia.
- Equilibrare la propria dieta con una varietà di verdure, cereali, frutta, legumi, ecc.
- Limitare l'assunzione di sodio e il consumo di carni rosse e lavorate.
- Limita le bevande alcoliche a due per gli uomini e una per le donne al giorno.

### Infiammazione e sistema immunitario
Gli studi hanno dimostrato un'associazione tra aumento dell'attività fisica e riduzione dell'infiammazione. Produce sia una risposta infiammatoria a breve termine che un effetto antinfiammatorio a lungo termine. L'attività fisica riduce l'infiammazione in concomitanza o indipendentemente dalle variazioni del peso corporeo. Tuttavia, i meccanismi che collegano l'attività fisica all'infiammazione sono sconosciuti.

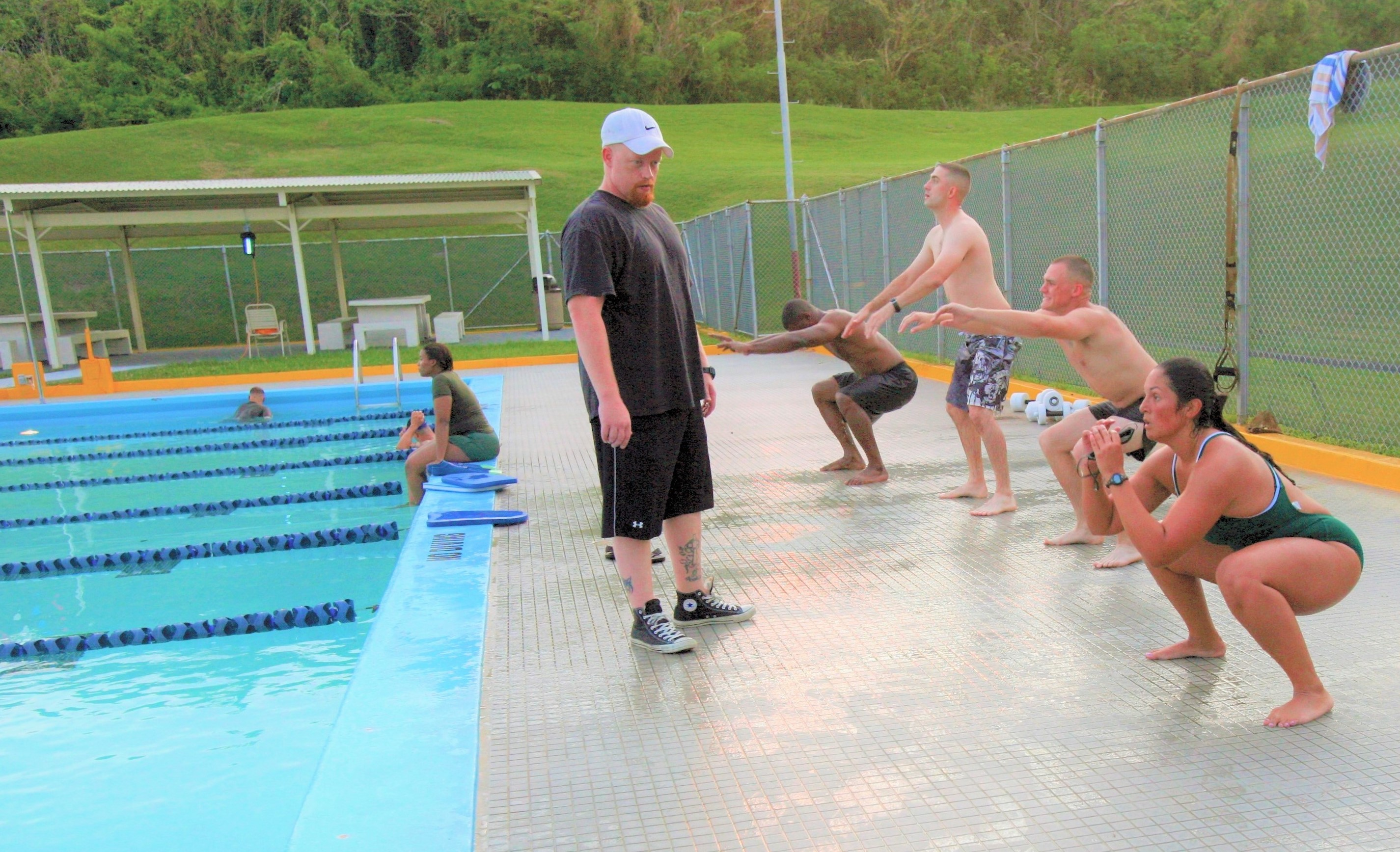
Nuotatori in costume da bagno da competizione eseguono squat prima di entrare in piscina in una base militare statunitense, 2011.

L'attività fisica rafforza il sistema immunitario. Questo dipende dalla concentrazione di fattori endogeni (come ormoni sessuali, ormoni metabolici e ormoni della crescita), temperatura corporea, flusso sanguigno, stato di idratazione e posizione del corpo. È stato dimostrato che l'attività fisica aumenta i livelli di cellule natural killer (NK), cellule T NK, macrofagi, neutrofili ed eosinofili, complementi, citochine, anticorpi e cellule T citotossiche. Tuttavia, il meccanismo che collega l'attività fisica al sistema immunitario non è completamente compreso.

### Salute mentale
Gli studi hanno dimostrato che l'attività fisica può migliorare la salute mentale e il benessere. Questo miglioramento è dovuto a un aumento del flusso sanguigno al cervello, che consente il rilascio di ormoni e una diminuzione degli ormoni dello stress nel corpo (ad es. cortisolo, adrenalina) e allo stesso tempo stimola l'umore del corpo umano booster e antidolorifici naturali. L'esercizio non solo rilascia questi ormoni del benessere, ma può anche rimuovere le proprie preoccupazioni e aiutare a costruire la fiducia. Queste tendenze migliorano man mano che l'attività fisica viene eseguita su una base coerente, il che rende l'esercizio efficace nell'alleviare i sintomi di depressione e ansia, incidendo positivamente sulla salute mentale e apportando molti altri benefici. Ad esempio: 
- L'attività fisica è stata collegata all'alleviamento dei sintomi di depressione e ansia.
- Nei pazienti affetti da schizofrenia, è stato dimostrato che la forma fisica migliora la qualità della loro vita e riduce gli effetti.
- Essere in forma può migliorare la propria autostima.
- L'allenamento può migliorare la prontezza mentale e può ridurre la fatica.
- Gli studi hanno dimostrato una riduzione dei livelli di stress.
- Maggiori opportunità di interazione sociale, che consentono di migliorare le abilità sociali.

Per ottenere alcuni di questi benefici, i centri per il controllo e la prevenzione delle malattie suggeriscono almeno 30-60 minuti di esercizio 3-5 volte a settimana.